# Chris Terrio
Chris Terrio (Nueva York, 31 de diciembre de 1976) es un director, guionista y productor de cine estadounidense. Se hizo conocido por escribir el guion de Argo, dirigida por Ben Affleck.

## Trayectoria

### Argo
Terrio se hizo conocido al escribir el guion de la película de Ben Affleck Argo, por la cual recibió ovación por parte de la prensa y ganó el Óscar al mejor guion adaptado y nominaciones al Globo de Oro al mejor guion y el BAFTA al mejor guion adaptado. La película también ganó el Óscar a la mejor película, el Globo de Oro a la mejor película de drama y el BAFTA a la mejor película.

### Dc Cómics
En 2016, Terrio se unió al llamado Universo extendido de DC al escribir junto a David S. Goyer el guion de la película Batman v Superman: Dawn of Justice, dirigida por Zack Snyder. En marzo de 2016 se informó que Terrio regresaría como productor y guionista junto a Joss Whedon, para la película Liga de la Justicia basada en una historia de Zack Snyder coescrita por Terrio. Para noviembre de 2017, se espera el estreno de la adaptación del equipo de la Liga de la Justicia.

### Star Wars
El 12 de septiembre de 2017 se anunció que Terrio estaría coescribiendo el guion de Star Wars: Episodio IX - El ascenso de Skywalker con el director J.J. Abrams . La película será lanzada el 20 de diciembre de 2019

## Filmografía
| Año  | Película                                         | Director | Guionista | Productor | Crítica | Notas                                                                               |
| ---- | ------------------------------------------------ | -------- | --------- | --------- | ------- | ----------------------------------------------------------------------------------- |
| 2002 | Book of Kings                                    | Sí       | Sí        | Sí        | -       | Cortometraje                                                                        |
| 2005 | Heights                                          | Sí       | Sí        | No        | 64%     | Debut como Director                                                                 |
| 2012 | Argo                                             | No       | Sí        | No        | 96%     |                                                                                     |
| 2016 | Batman v Superman: Dawn of Justice               | No       | Sí        | No        | 27%     | Coescrito con David S. Goyer.                                                       |
| 2017 | Liga de la Justicia                              | No       | Sí        | Sí        | 40%     | Coescrito con Joss Whedon; Historia Coescrita con Zack Snyder; Productor ejecutivo. |
| 2019 | Star Wars: Episodio IX - El ascenso de Skywalker | No       | Sí        | No        | 52%     | Coescrito con J. J. Abrams Preproducción                                            |

## Premios y distinciones
Premios Óscar
| Año  | Categoría                     | Película | Resultado |
| ---- | ----------------------------- | -------- | --------- |
| 2013 | Oscar al mejor guion adaptado | Argo     | Ganador   |

Premios BAFTA
| Año  | Categoría                     | Película | Resultado |
| ---- | ----------------------------- | -------- | --------- |
| 2012 | BAFTA al mejor guion adaptado | Argo     | Nominado  |

Premios Globo de Oro
| Año  | Categoría                   | Película | Resultado |
| ---- | --------------------------- | -------- | --------- |
| 2013 | Globo de Oro al mejor guion | Argo     | Nominado  |

Premios Razzie
| Año  | Categoría                       | Película                           | Resultado |
| ---- | ------------------------------- | ---------------------------------- | --------- |
| 2016 | Peor guion (con David S. Goyer) | Batman v Superman: Dawn of Justice | Ganador   |